# Хаджикабул (езеро)
Хаджикабул (на азербайджански: Hacıqabul) е езеро в Азербайджан. Намира се в Куро-Аракската низина, Хаджикабулски район, на югозапад от Баку, край едноименния град. Образувано е при естественото отдръпване на Каспийско море в някакъв геологичен период и разливите на река Кура. През 15 век шах Абас построява край езерото голям кервансарай, тъй като наблизо минава Пътят на коприната.

## Название
За произхода на наименованието на Хаджикабул са възникнали много спорове. Два от вариантите на вероятния му произход саː
- Началото Хаджи идва от хаджия, почетното название на поклонник, посетил Мека. Топоними с подобен произход се срещат доста често – Хаджи-Даря в Туркменистан, Хаджиноур на южния склон на Кавказ, Хаджигир, Хаджикую, Хаджирма и т.н.
- Името води началото си от тюркската дума хаджи, която означава горчиво.

## Описание
Езерото е заобиколено от плитки рекички и заблатени площи. Максималната му дължина е 6 км, най-голямата ширина – 3 км, а максималната дълбочина достига до 5 м. Общата му площ е около 1668 ха. Разположено е на 18 м под морското равнище.

## Климат
Климатът е сух, субтропичен, характерен за полупустинята. През лятото е много горещо и през юли и август температурата често надвишава 40 °C. Зимата е лека, температурата варира главно в рамките на 6 – 12 °C. Валежи има предимно през пролетта и есента. Лятото е много сухо.

## Води и почви
Водата в езерото не е течаща и то не замръзва през зимата. В него се вливат топлите води от Али-Байрамлинската електроцентрала. Хаджикабул се захранва по специално направен канал от водите на река Кура и пролетният разлив на реката значително увеличава обема му. Средната температура на водата се колебае от 5 °С до 28,5 °С. Прозрачността на водата се определя на 0,10 до 0,69 м. Съдържанието на свободен кислород е 6,8 – 9,1 мг/л.
Дъното е песъчливо (34,1 ха), пясъчно-тинесто (25,6 ха), тинесто (724,9 ха), състоящо се от растителни останки (69,9 ха) или органични остатъци, размесени с тиня. Почвите по крайбрежието са засолени или сивокафяви.

## Флора и фауна
Територията край езерото е определена като влажна зона от тип Q, Tp съгласно Рамсарската конвенция. За разлика от повечето други езера в Азербайджан, растителността е слабо изразена. Оградените плитчини обаче компенсират този недостатък. Крайбрежието е изключително важно място за временна почивка на прелетните птици през миграционния период през пролетта и особено есента. То е важно място за зимуване и гнездене на водни птици, включително световно изчезващите видове.

### Растителност
В езерото са отбелязани 302 вида водорасли с биомаса 0,006 – 6,84 г/м3 и 11 вида макрофити (големи прикрепени водорасли) с обща биомаса 2,3 (1,8 – 3,6) г/м3. За разлика от други езера, тръстиковите гъсталаци тук са незначителни и заемат тясна, прекъсната ивица по крайбрежието. От водните растения широко разпространени са тръстиката, папурът, роголистник и блатно лютиче.

### Птици
Сравнително топлата вода и обилното развитие на водорасли и безгръбначни осигуряват добра хранителна база за птиците. Овалната форма на езерото осигурява достатъчно голямо разстояние от средата на езерото до брега, което при отсъствие на тръстика в по-голямата част от водната площ е важно условие за защита на птиците. През пролетта се наблюдават общо 20 – 24 хиляди птици, а през есента – 10 – 12 000. Числеността на гнездящите птици е значително по-малка и е в диапазона 1500 – 2000. Голямата част от тях се премества в разливите и блатата, където растителността е много по-гъста и видимостта е затруднена.
Край езерото се наблюдават 54 вида водно-блатни и 2 вида грабливи птици, свързани с водните местообитания. От тях световно застрашени са 5 вида, които или са включени в Червената книга на световнозастрашените видове, или са в специалния списък на птици, застрашени от изчезване в ареала. Такива са къдроглавият пеликан, малък корморан, мраморна патица, белоока и тръноопашата потапница. Тези с европейски природозащитен стасус са 15 вида, а 4 са включени в Червената книга на Азербайджан. Това са малък гмурец, малък воден бик, лопатарка, фламинго, лятно бърне, султанка, саблеклюн, кафявокрил огърличник, белоопашата калугерица, малък червеноног водобегач, пепеляв брегобегач, черноопашат крайбрежен бекас, белочела рибарка, белобуза рибарка, земеродно рибарче.

### Риби
Рибите в езерото са представени от 21 вида, сред които икономически ценните са платика, шаран, сом, щука, бял амур, барбус и лъчеперка. Там работят държавна рибна ферма и няколко малки рибни кооператива.

### Гризачи
Един от най-ценните гризачи в района около езерото е нутрията, аклиматизирана тук от Южна Америка.

### Микроорганизми
Развитието на микрофлората в Хаджикабул се влияе от резките промени в размера на водното му огледало. Общият бой на микроорганизмите в него е 5,2 – 32,2 млн. кл/мл, с пролетно-есенен максимум. Преобладават спороносните форми. 27% са сапрофити, т.е. организми, които използват за храна разлагащата се органична маса от умрели животни и растения. Основният им хранителен източник е висшата водна растителност. Широко разпространение имат и факултативните анаероби – организми, които осъществяват клетъчно дишане както в присъствието на кислород, така и при неговото отсъствие.
В езерото съществуват 54 вида зоопланктон с биомаса от 0,76 до 10,2 г/м2, 106 вида микробентос с биомаса от 0,21 – 9,79 г/м2, 71 вида макробентос с биомаса от 4,51 г/м2. Максималното развитие на биомасата на тези организми е през февруари и през летните месеци (8,01 г/м2). Основната част от нея се състои от малки ракообразни.

## Екология
- Най-важният фактор за унищожаване на благоприятните екологични условия е недостигът на водата, преливаща от река Кура. В резултат на това нивото на езерото периодично рязко намалява и плитчините пресъхват почти напълно, особено през лятото.[3]
- Развитието на риболова е важен отрицателен фактор за успешното гнездене на птиците, което води до по-нисък брой на популацията от този, който съответният обект може да осигури.[3]
- През зимата и по време на миграция най-важният отрицателен фактор е дейността на ловците. По това време птиците се концентрират в средата на езерото, по-далеч от брега на разстояние, недостъпно за ловците.[3]
- Близо до езерото минава не само Западният експортен нефтопровод, но и редица по-малки нефтопроводи от локално значение. Понякога, при аварии на тръбопровода, се получава изтичане на нефт и образуване на големи маслени локви, които представляват заплаха за дивата природа. Освен това, на около 200 – 300 метра южно от езерото се експлоатира нефтено находище и са издигнати няколко петролни кули, около които също има нефтените локви.[3]